# Троп
Троп (от др.-греч. τρόπος «оборот») — стилистическая фигура, слово или выражение, используемое в переносном значении с целью усилить образность языка, художественную выразительность речи. Тропы широко используются в литературных произведениях, ораторском искусстве и в повседневной речи.
Общепринятой классификации тропов не существует, однако общая тенденция в развитии теории тропов — сокращение их числа, наряду с упорядочиванием понятийной системы и терминологии. Отграничение тропов от фигур не всегда однозначно, классификация некоторых фигур речи (таких как эпитет, сравнение, перифраз, гипербола, литота) вызывает в этом вопросе разногласия. М. Л. Гаспаров и другие литературоведы рассматривают тропы как фигуры «переосмысления значения». Согласно этому тропами в строгом смысле слова являются: ирония, метафора и её разновидности (катахреза и олицетворение), а также метонимия и её разновидности (синекдоха и антономасия).
В современной филологии принято различать поэтические и языковые тропы. Первые выступают как художественные приёмы и производят замену обыденного выражения мысли выражением нетривиальным, личностно окрашенным. Выполняя изобразительную, экспрессивно-оценочную функции, они «активизируют восприятие слушателя (читателя), который соотносит иносказание с прямым обозначением предмета, как бы дешифрует речевой оборот, одновременно оценивая его меткость и выразительность». Вторые представляют собой устойчивые факты языка, фиксируемые толковыми словарями: это словосочетания, в которых в результате многократного употребления перенос значения уже не ощущается. Если поэтические тропы предполагают игру прямых и переносных значений слов (например, на основе сходства (метафора) или объективной, логической связи между называемым или подразумеваемым (метонимия)), то в языковых тропах некогда новое значение вытесняет старое; если поэтические тропы предусматривают возможность замены фигурального выражения прямым обозначением предмета, то языковые тропы невозможно заменить одним словом. Неслучайно к языковым тропам («крыло самолёта», «спинка стула», «предложить руку и сердце», «солнце село» и т. п.) примыкают стилистически нейтральные тропы-термины, в отличие от подчёркнуто многозначных поэтических тропов имеющие строго определённые значения: «грудная клетка», «глазное яблоко», «вольный стих», «богатая рифма» и т. д.
Начиная со второй половины XX века тропы активно исследуются в рамках структуралистской парадигмы и неориторики такими учёными, как Р. Якобсон, Р. Барт, Ц. Тодоров, представителями Льежской школы и другими. Было выделено три основных тропа: метафора, метонимия и синекдоха. Попытки выявить из них один первоисходный троп, к которому можно было бы свести два других, дали разноречивые результаты. Так, Льежская школа и Ц. Тодоров усматривают такой первичный троп в синекдохе, а У. Эко — в метафоре.
Современные литературные решения нуждаются в обновлении применяемой к ним терминологии. Михаил Эпштейн, обращаясь к произведениям метаметафористов, описывает явление, близкое метафоре — метаболу. "Метабола — это образ, не делимый надвое, на прямое и переносное значение, на описанный предмет и привлеченное подобие, это образ двоящейся и вместе с тем единой реальности." Например, в стихотворении Александра Еременко "В густых металлургических лесах,/ где шел процесс созданья хлорофилла,/ сорвался лист. Уж осень наступила/ в густых металлургических лесах...": слово "леса" одновременно имеет значение 'пространства, заросшего деревьями' и 'строительного сооружения'.